# اینسکو
اینسکو (به لاتین: Ińsko) یک شهر و گمینا در لهستان است که در گمینا اینسکو واقع شده‌است. اینسکو ۶٫۹۵ کیلومتر مربع مساحت و ۱٬۹۸۰ نفر جمعیت دارد.